# Perizoma puerilis
Perizoma puerilis là một loài bướm đêm trong họ Geometridae.